# Poggio Buco
Poggio Buco é um sítio arqueológico localizado ao sudoeste do moderno Pitigliano, província de Grosseto, Toscana.
Está localizado não muito longe das regiões de Corano e Poggio Formica, onde vários túmulos pré-históricos foram escavados. Seus restos estão em um tufo de butte. De acordo com os arqueólogos,o período de maior esplendor teria sido o século 7 a.C. Os restos incluem uma necrópole com sepulturas escavadas em rochas, partes de uma parede cortina e as ruínas de uma igreja medieval.